# ミイラの幽霊
『ミイラの幽霊』（原題：The Mummy）は、1959年に公開されたイギリスのハマー・フィルム・プロダクション製作のホラー映画。近年では『ミイラ再生』の初代リブート作品と言われる事もある。戦後のミイラ男をテーマとした作品の代表的存在で、ホラーの黄金コンビとされるピーター・カッシングとクリストファー・リーの共演作。監督はテレンス・フィッシャー。
日本でも劇場公開された。

## ストーリー
19世紀末のエジプト。遺跡発掘に携わるジョン・バニングらはアナンカ姫のミイラを発掘する。イギリスに帰ったバニングらを追ってエジプト人のメヘメットが渡英し、ミイラとなっていた古代の高僧カーリスを復活させ、バニングらを襲わせる。

## 製作
『フランケンシュタインの逆襲』（1957年）、『吸血鬼ドラキュラ』（1958年）を大ヒットさせたハマー・フィルムが、同じ主要スタッフ・キャストを起用して製作した、本格古典派ホラーの第3弾。戦前のユニバーサル映画によるホラーの名作『ミイラ再生』（1932年）のカラー版リメイク的作品である。上記2作と『バスカヴィル家の犬』の監督のテレンス・フィッシャー、主演のピーター・カッシングとクリストファー・リーを再結集して製作された。出資はユニバーサルとハマー・フィルムが共同で行った。
『フランケンシュタインの逆襲』、『吸血鬼ドラキュラ』とは違い、同じ原題『The Mummy』を持つ『ミイラ再生』のリメイクだが、内容には同作に加えて1940年代にユニバーサルが製作した4本のシリーズ作品の要素も、総合的に取り入れられている。『ミイラ再生』のミイラ男はグロテスクなミイラ姿が冒頭だけで、すぐに人間の姿に復活するが、本作のミイラ男は最後までミイラ姿のままで、この点は1940年代のシリーズ作品と共通する。また、ミイラ男の名前も『ミイラ再生』のイムホテップではなく、1940年代のカーリスを採用している。
キャスティングではカッシングが考古学者のジョン・バニング、リーがミイラ男カリスに配役された。カッシング＝科学者、リー＝怪物というハマー・フィルムの黄金パターンが本作でも踏襲されている。長身のリーが演じたミイラ男は迫力があり、戦後のミイラ映画の代表作とされる。
日本語版ソフトの発売記録は2014年現在まで無かったが、2015年にBD化が決まった。

## キャスト
- ジョン・バニング：ピーター・カッシング
- ミイラ男カーリス：クリストファー・リー
- アナンカ姫、イゾベル・バニング：イヴォンヌ・フルノー
- メヘメット：ジョージ・パステル